# قطعنامه ۲۵۲ شورای امنیت
قطعنامه ۲۵۲ شورای امنیت سازمان ملل متحد که در تاریخ ۲۱ مه ۱۹۶۸ تصویب شد، سندی بین‌المللی دربارهٔ وضعیت خاورمیانه است. این قطعنامه طی نشست ۱۴۲۶ام
با ۱۳ موافق،۰ مخالف و۲ ممتنع تصویب شد.